# Решетников, Сергей Андреевич
Серге́й Андре́евич Реше́тников (9 января 1905, Письменер, Уржумский уезд, Вятская губерния — 8 декабря 1982, Нарва, Эстония) — советский государственный и политический деятель, деятель здравоохранения. Главный врач Сернурской центральной районной больницы Марийской АССР (1951―1966). Заслуженный врач РСФСР (1941). Участник советско-финской войны, Великой Отечественной войны и советско-японской войны. Член ВКП(б) с 1944 года.

## Биография
Родился 9 января 1905 года в д. Письменер ныне Мари-Турекского района Марий Эл в крестьянской семье. В 1923 году окончил среднюю школу в Буйском, три года трудился в аптеке в селе Косолапово Мари-Турекского района Марийской автономной области. В 1924 году окончил Казанский медицинский институт, в 1928 году — Казанский фармацевтический техникум. 2 года работал хирургом в клинической больнице г. Казань.
В июле 1936 года с супругой, врачом Софьей Васильевной приехал в п. Сернур Марийской АССР. В 1936–1939 годах – хирург Сернурской центральной районной больницы.
В 1939 году призван в РККА. Участник советско-финляндской войны:  воевал на Карельском перешейке, участвовал в походе на Прибалтику.
25 июля 1941 года вновь призван на фронт. Участник Великой Отечественной войны: служил начальником эвакогоспиталя в звании майора медицинской службы в Хабаровске до 1943 года. В 1944 году принят в ВКП(б). В 1945 году окончил Ленинградскую военно-медицинскую академию. В июле 1944 года вновь принимал участие в боевых операциях на Карельском перешейке, штурмовал Выборг, за что был награждён орденом Красной Звезды. В сентябре 1944 года попал в Прибалтику, затем служил в Восточной Пруссии. Победу встретил под Кёнигсбергом, откуда летом 1945 года его часть была переброшена на Дальний Восток. Войну с Японией закончил в г. Уссурийск. Вернулся домой в конце 1946 года.
В 1951—1966 годах — главный врач Сернурской центральной районной больницы Марийской АССР. Первым в Марийской республике внедрил диспансерное обслуживание сельского населения. Под его руководством построены и введены в эксплуатацию два здания — родильного и инфекционного отделений, подготовлена проектно-сметная документация для строительства лечебного корпуса. Помимо медицины, здесь он  занимался краеведением, собирал материалы по истории, географии, этнографии северо-восточных районов Марийского края.
В 1966—1982 годах — хирург санчасти хлопчатобумажного комбината «Кренгольмская мануфактура» в Нарве[./Решетников,_Сергей_Андреевич#cite_note-_d8b2c5506f157c6d-1 [1]].
За заслуги в сфере здравоохранения в 1941 году удостоен почётного звания «Заслуженный врач РСФСР».
Умер 8 декабря 1982 года в Нарве (Эстония), похоронен там же.

## Общественно-политическая деятельность
Был депутатом Сернурского районного Совета депутатов Марийской АССР.
В 1947–1951 годах избирался депутатом Верховного Совета Марийской АССР.
В 1950–1958 годах избирался депутатом Верховного Совета СССР III и IV созывов.

## Память
Администрацией Сернурской районной больницы Республики Марий Эл в 2014 году учреждена стипендия имени С. А. Решетникова для студентов Йошкар-Олинского медицинского колледжа, выходцев из Сернурского района.

## Звания и награды
- Орден Красной Звезды (27.07.1944)[6]
- Медаль «За победу над Германией в Великой Отечественной войне 1941―1945 гг.» (09.05.1945)
- Медаль «За доблестный труд. В ознаменование 100-летия со дня рождения Владимира Ильича Ленина»
- Почётная грамота Президиума Верховного Совета Марийской АССР (1951, 1957, 1965)[1]
- Заслуженный врач РСФСР (1941)[1][2]
- Нагрудный знак «Отличник здравоохранения» (СССР)[3]
- Ударник коммунистического труда[3]